# Palacio de Weimar
El Palacio de Weimar (en alemán: Schloss Weimar) se encuentra en Weimar, Turingia, Alemania. Ahora es denominado Stadtschloss para distinguirlo de otros palacios de Weimar y sus alrededores. Era la residencia de los duques de Sajonia-Weimar y Eisenach, y también fue llamado Residenzschloss, Palacio de los Grandes Duques o Palacio de la Ciudad. Se halla en el extremo norte del parque municipal a orillas del río Ilm, el Park an der Ilm. Forma parte del Patrimonio de la Humanidad de la Unesco, conocido como "Weimar clásico".
A lo largo de su historia, ha sido dañado por el fuego en diferentes ocasiones. El palacio barroco del siglo XVII, con la iglesia donde se estrenaron varias obras de Johann Sebastian Bach, fue reemplazado por una estructura neoclásica después del incendio de 1774. Cuatro salas fueron dedicadas a poetas que trabajaron en Weimar: Johann Wolfgang von Goethe, Johann Gottfried Herder, Friedrich Schiller y Christoph Martin Wieland. Desde 1923, el edificio alberga el Museo del Palacio (Schlossmuseum), un museo centrado en la pintura de los siglos XV y XVI y obras de arte relacionadas con Weimar, un centro cultural.

## Historia

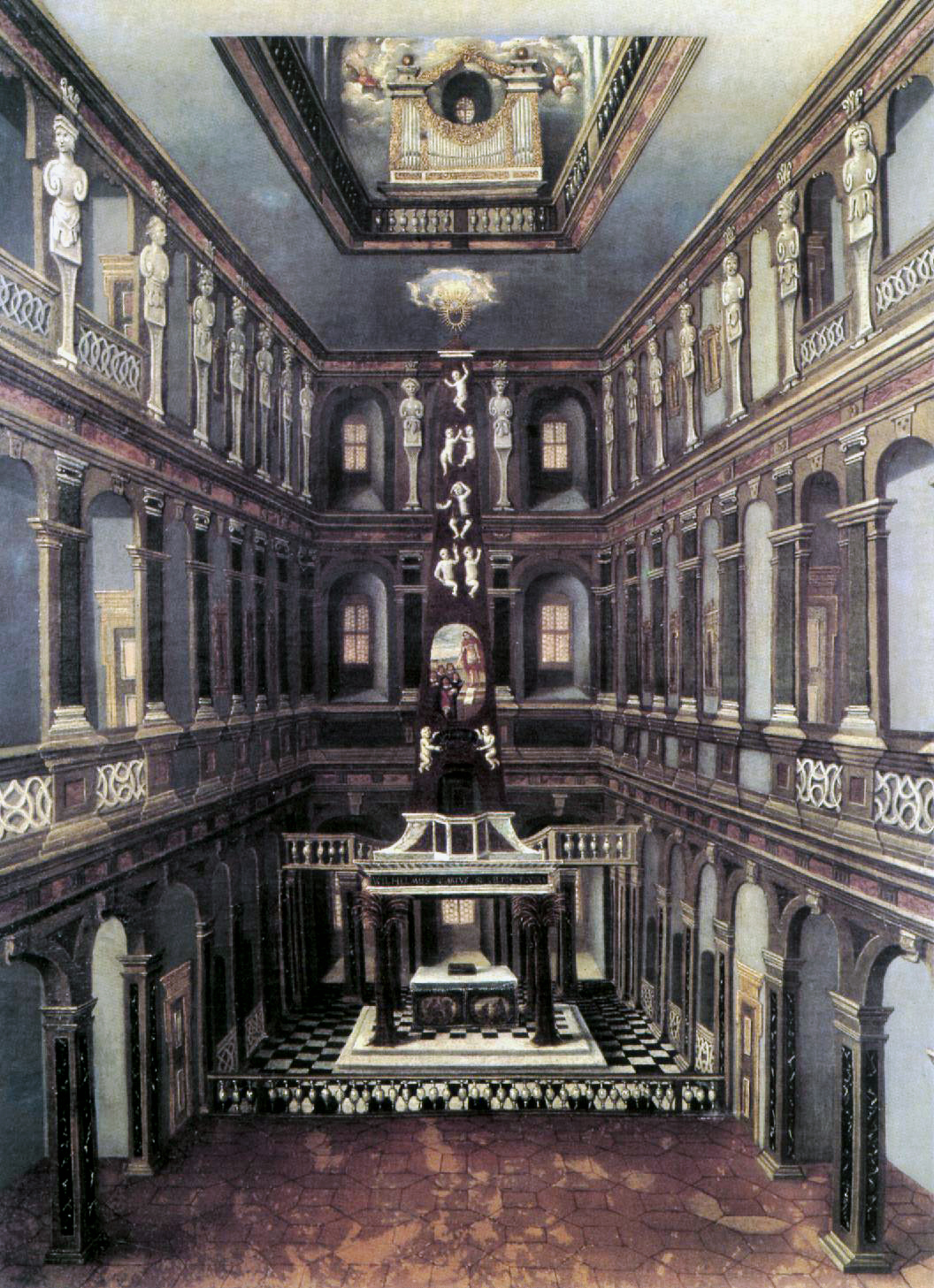
La iglesia del palacio (Schlosskirche) de estilo barroco, capilla de la corte, construida entre 1619 y 1630, con el órgano sobre el altar, de Christian Richter, c. 1660.

La construcción del palacio se ha ido desarrollando a lo largo de los últimos 500 años. El primer edificio en el lugar era un castillo con foso medieval, que fue documentado por primera vez a finales del siglo X. Después de un incendio en 1424, y de nuevo desde el siglo XVI, cuando Weimar se convirtió en residencia permanente de los duques, fue remodelado. Después de otro incendio en 1618, se reinició la reconstrucción en 1619 planificada por el arquitecto Giovanni Bonalino. La iglesia fue completada en 1630, donde se estrenaron varias obras de Johann Sebastian Bach entre 1708 y 1717. Johann Moritz Richter cambió el diseño a una estructura simétrica barroca con tres alas, abierta al sur.
El edificio fue destruido por un incendio en 1774. El duque Carlos Augusto formó una comisión para su reconstrucción dirigida por Johann Wolfgang Goethe. Los arquitectos Johann August Arens, Nikolaus Friedrich Thouret y Heinrich Gentz mantuvieron las antiguas murallas de las alas este y norte y crearon un interior "clásico", especialmente la escalinata y el salón de banquetes (Festsaal). La decoración fue elaborada por el escultor Christian Friedrich Tieck. En 1816, Clemens Wenzeslaus Coudray empezó los planos para el ala oeste, que fue reabierta en 1847 con una capilla de corte. El ala contenía la así llamada Dichterzimmer (sala de los poetas), iniciada por la duquesa María Pávlovna. Conmemoran a Christoph Martin Wieland, Johann Gottfried Herder, Friedrich Schiller y Goethe. De 1912 a 1914 el duque Guillermo Ernesto le añadió un ala sur.
La Sala Herder fue restaurada en 2005, la restauración de la Sala Goethe y la Sala Wieland fueron completadas en 2014.

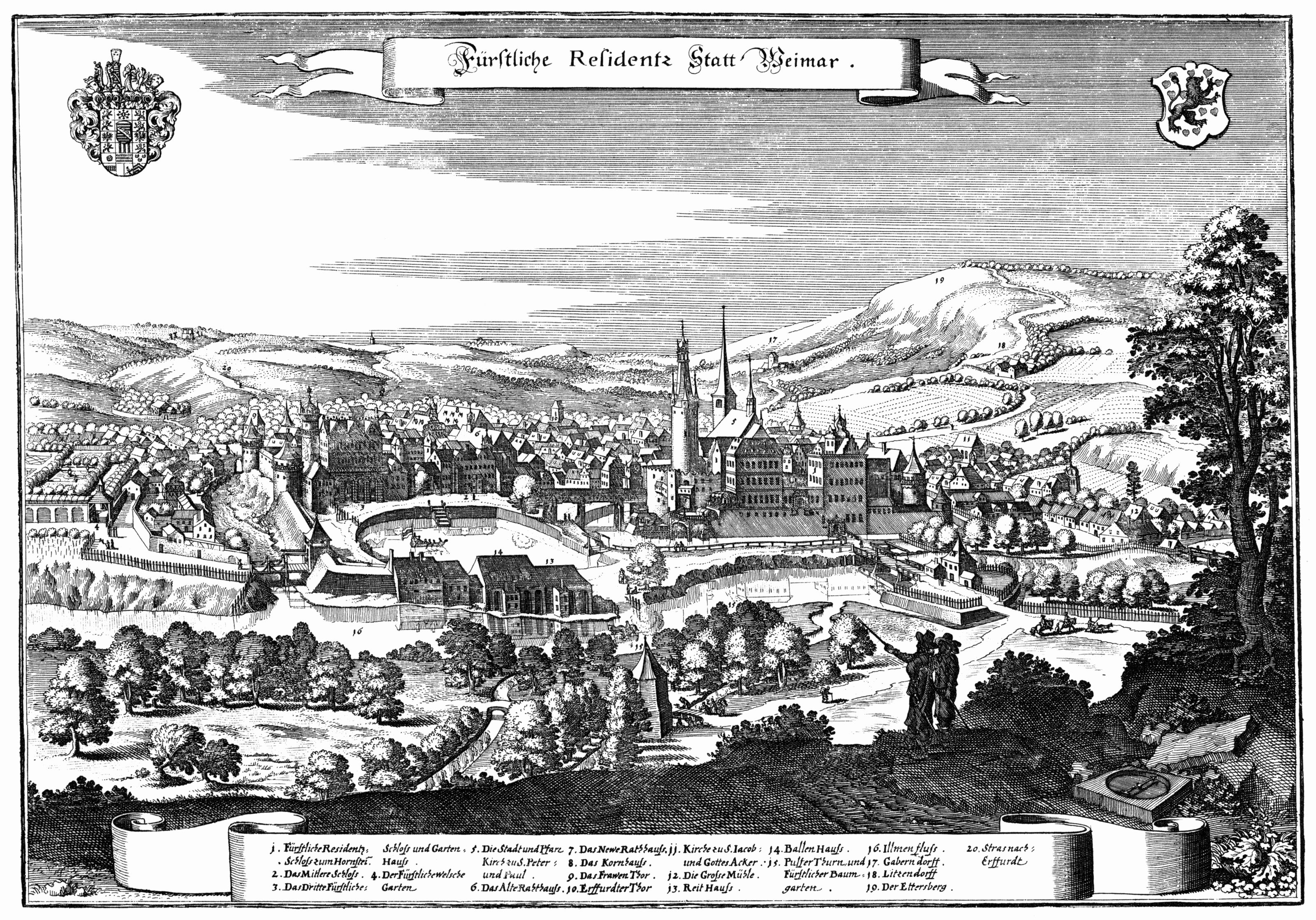
Ciudad y Residenz en torno a 1650.
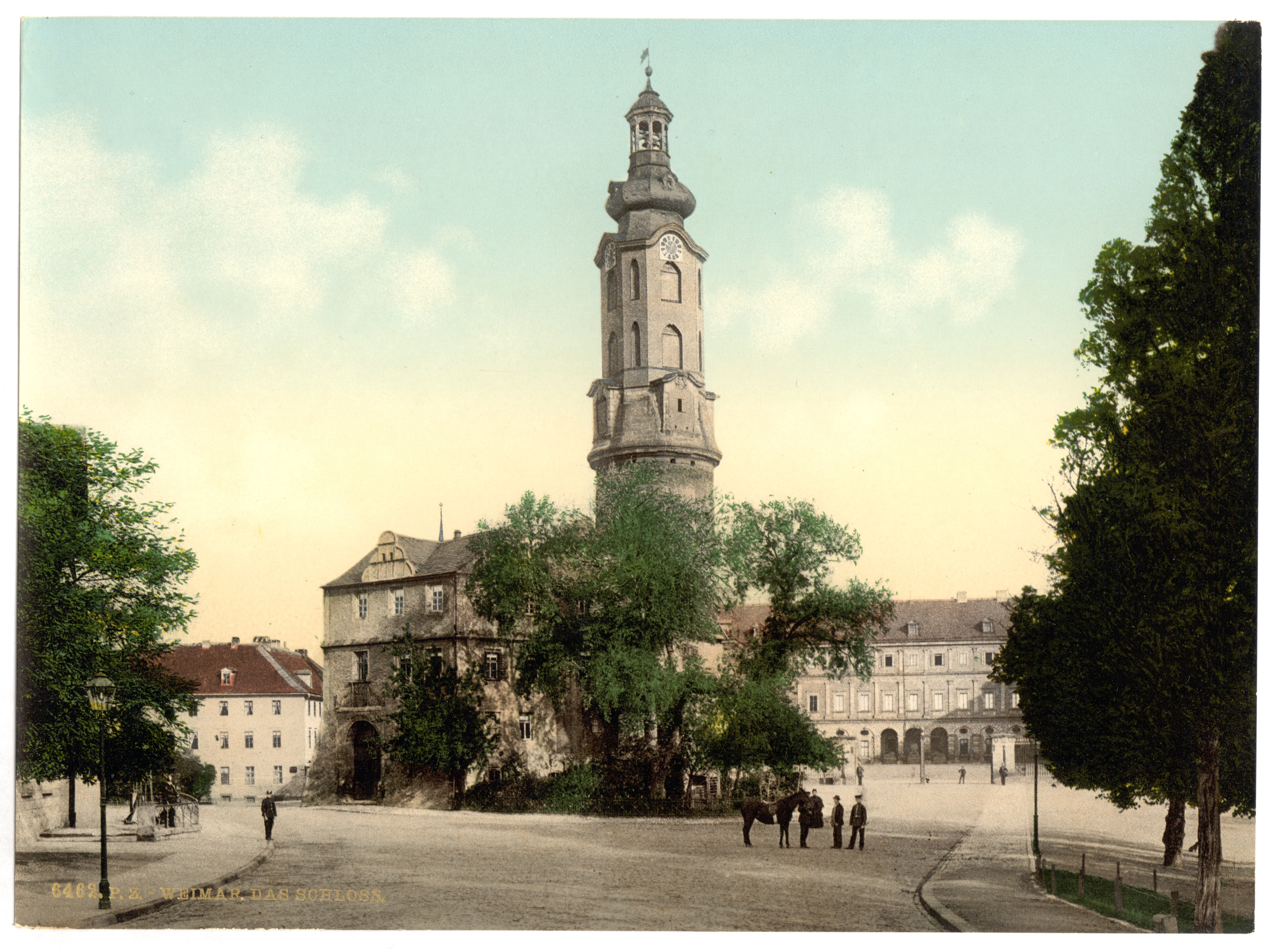
La Bastilla, hacia 1905.
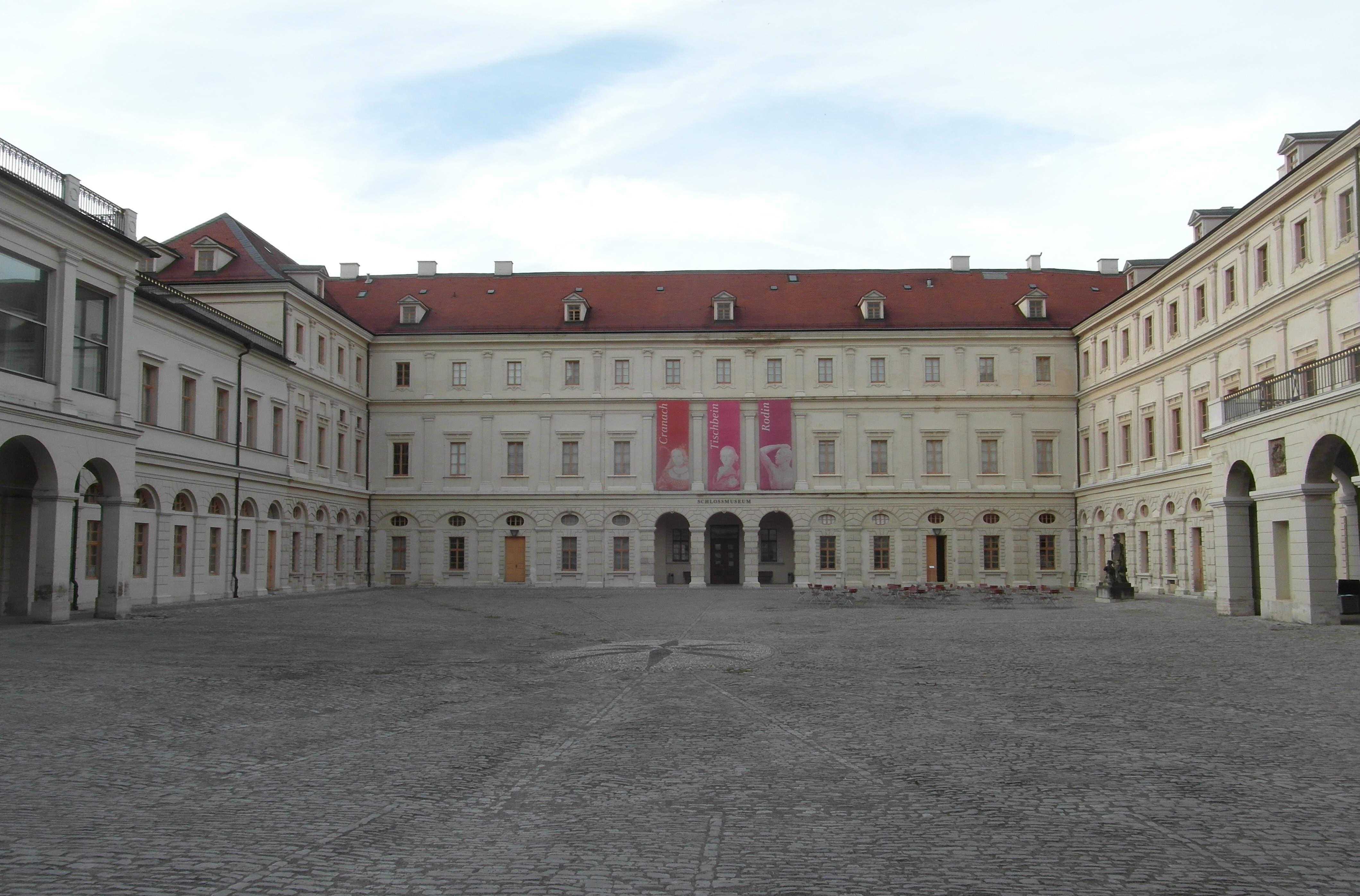
Patio, visto desde el ala oeste, 2014.
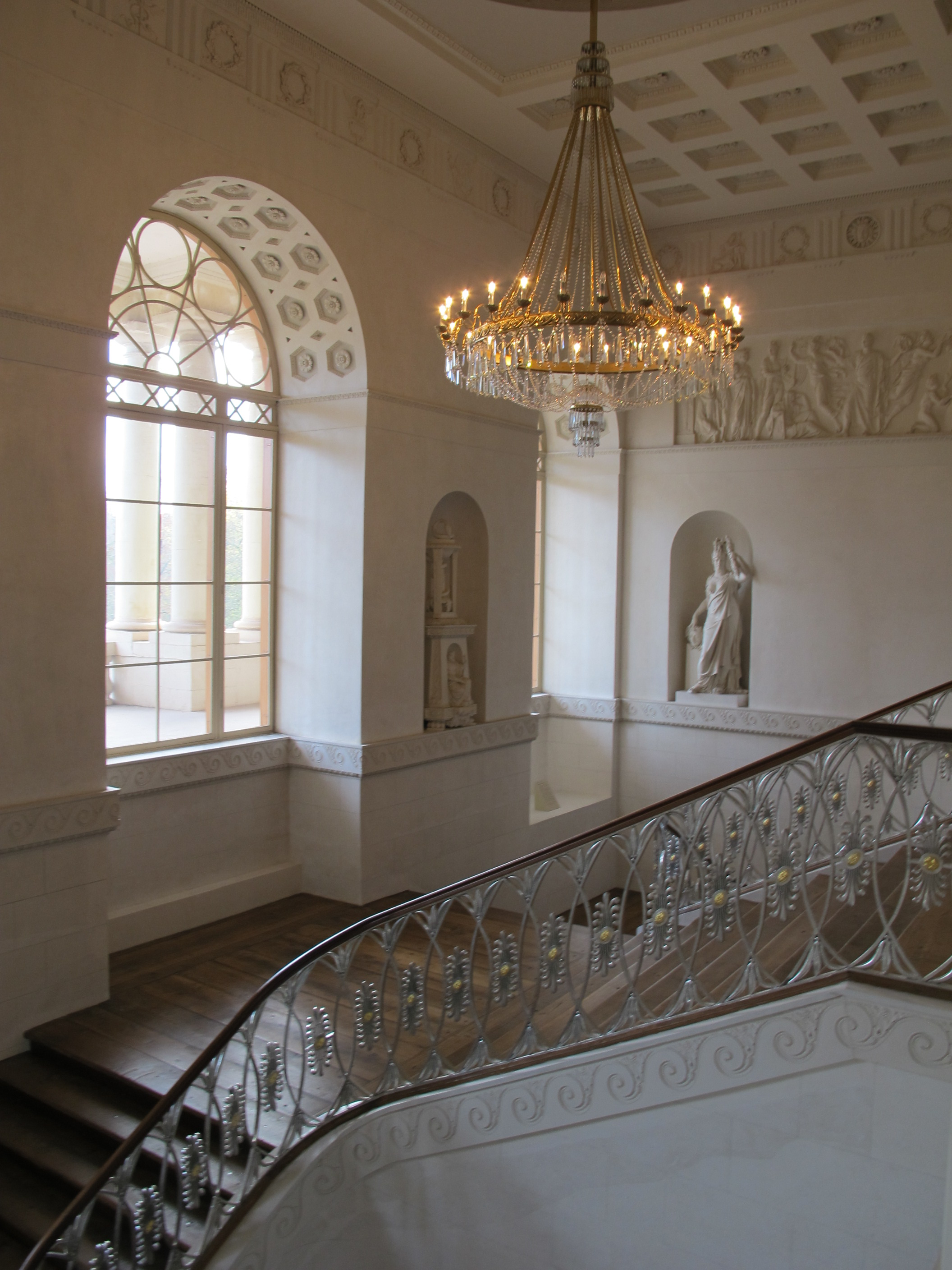
Escalinata, 1801.

## Museo
El edificio ha sido utilizado como museo desde 1923. Presenta exposiciones centradas en la pintura desde 1500 hasta 1900 relacionada con la historia de Weimar. 
El piso inferior alberga pinturas del Renacimiento, especialmente obras de Lucas Cranach el Viejo y Lucas Cranach el Joven, y arte sacro medieval. Custodia también el atrevido y famoso dibujo Autorretrato desnudo de Durero. El piso superior muestra pinturas del periodo de Goethe en las salas representativas; y el tercer piso contiene obras del siglo XIX de la Escuela de Weimar (Weimarer Malerschule) y arte contemporáneo.

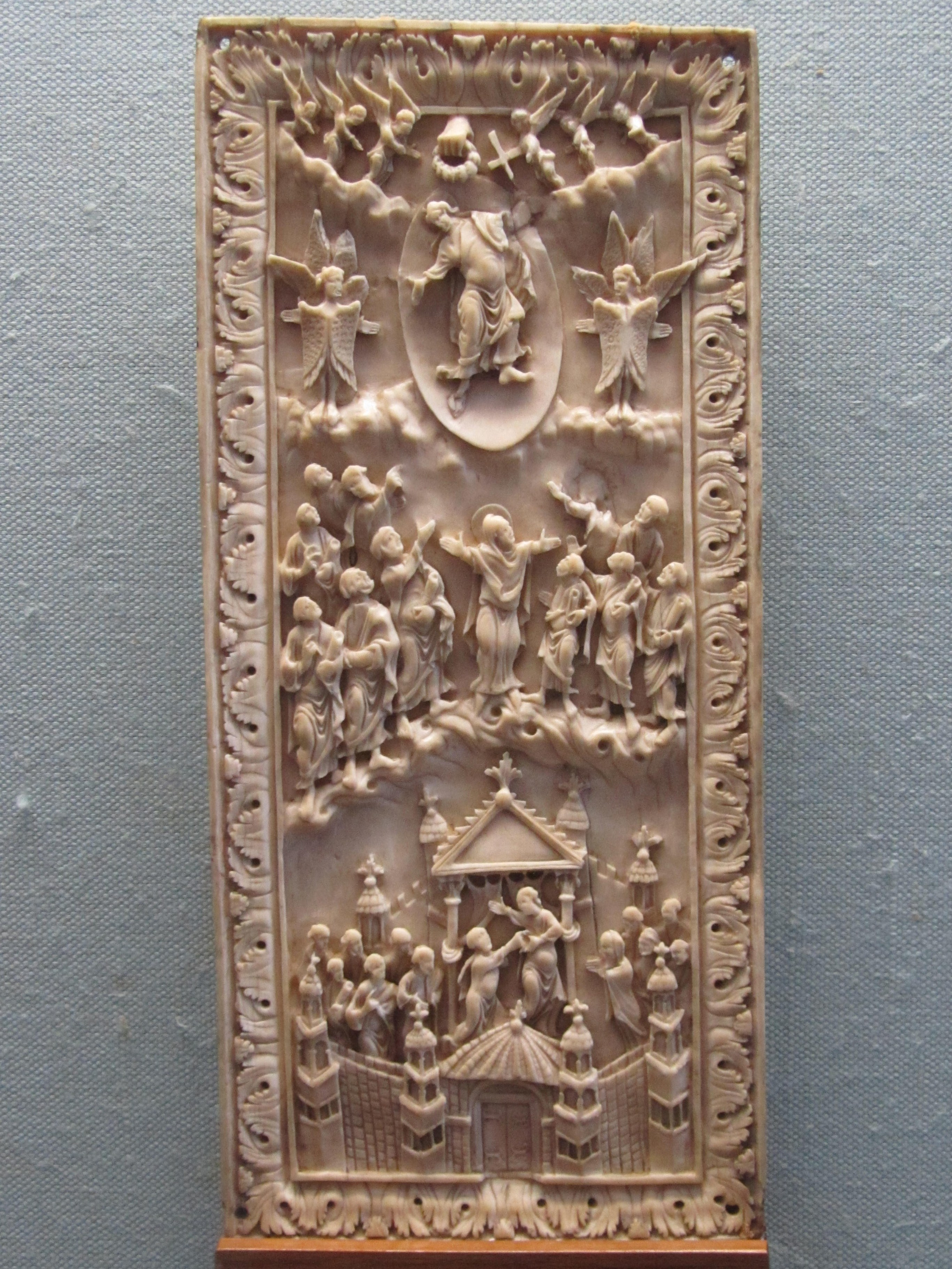
Marfil carolingio (siglo IX).
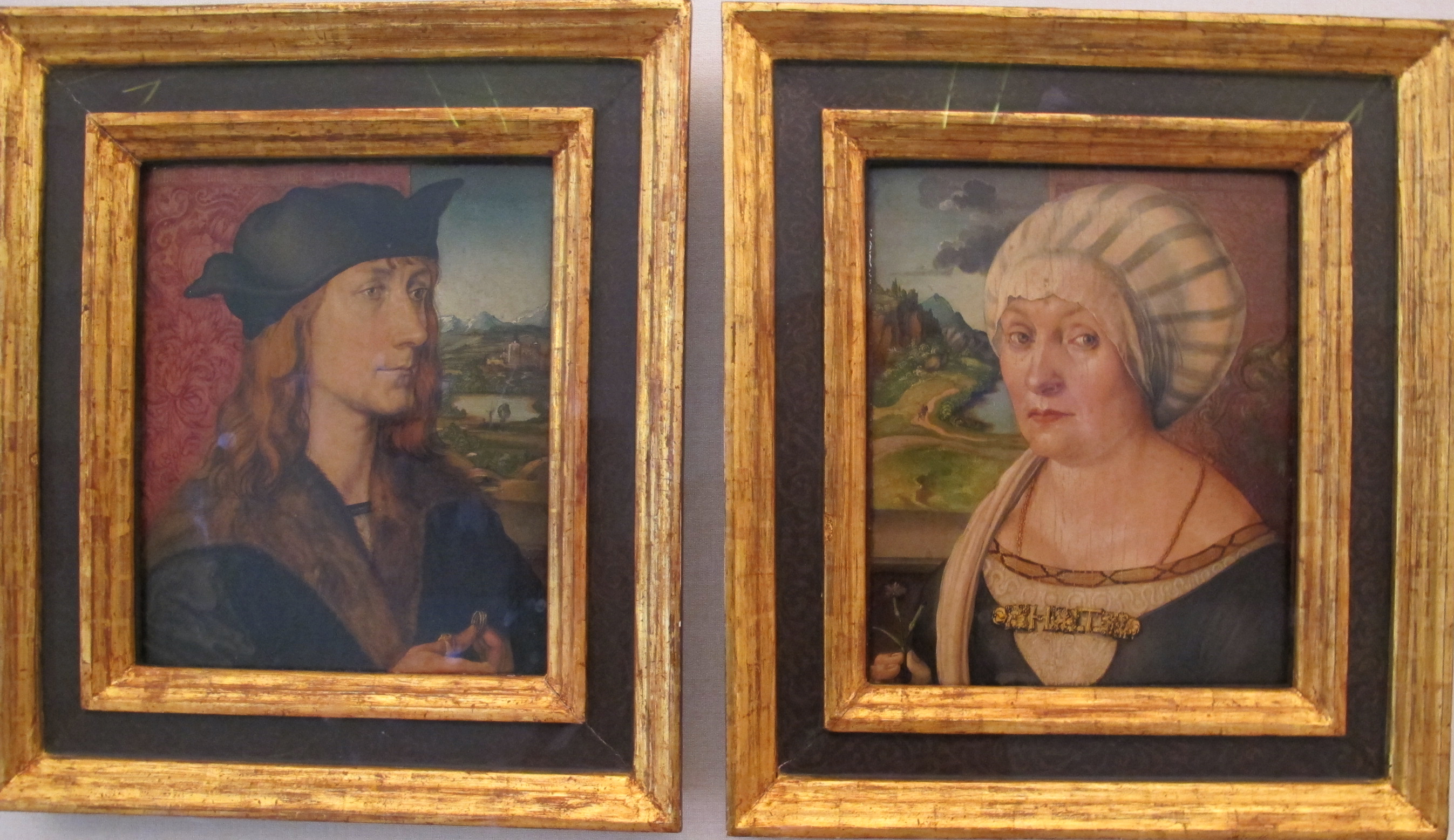
Alberto Durero: Hans y Felicitas Tucher (1499).
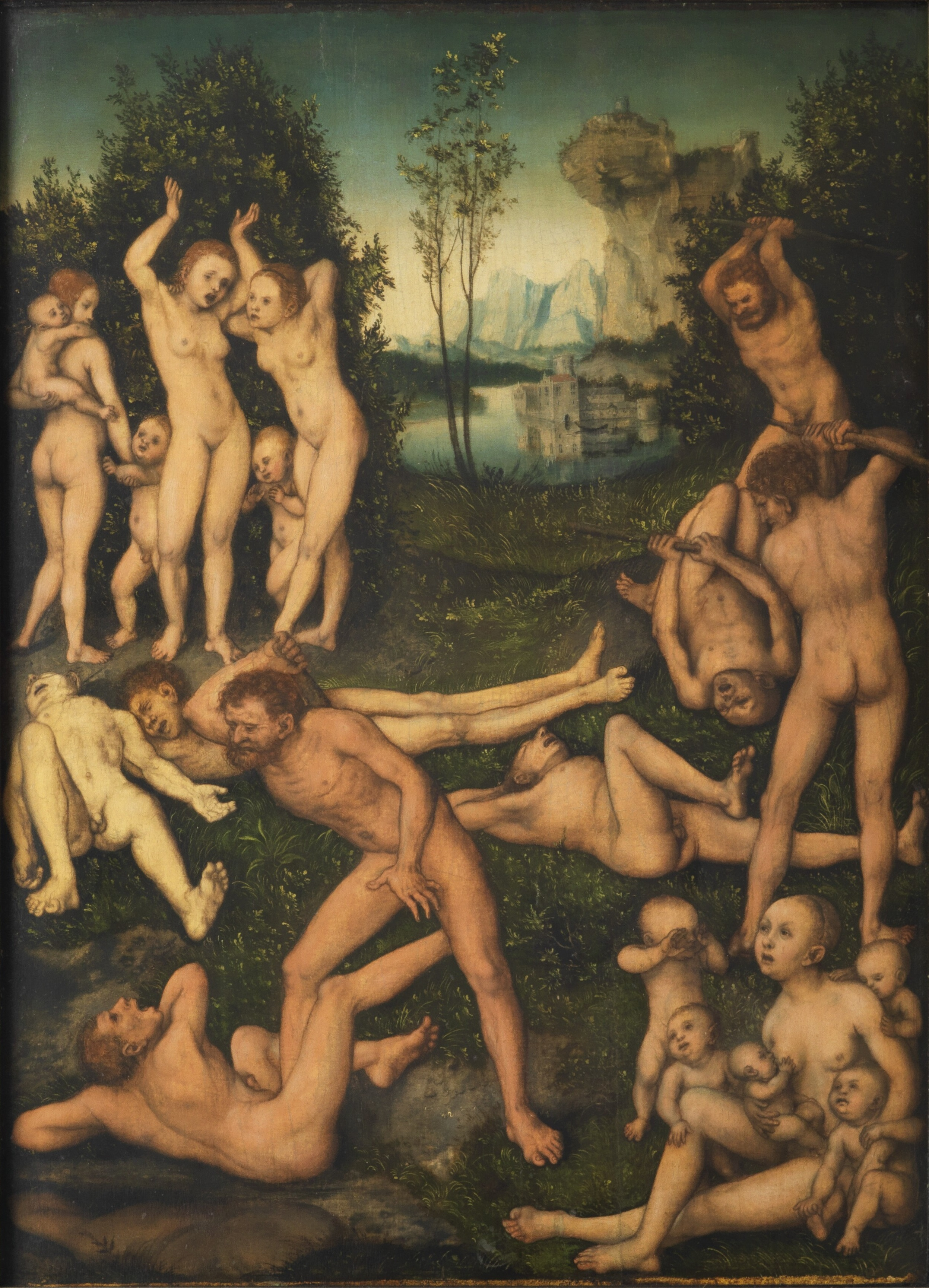
Lucas Cranach el Viejo: Los frutos de los celos (1527).
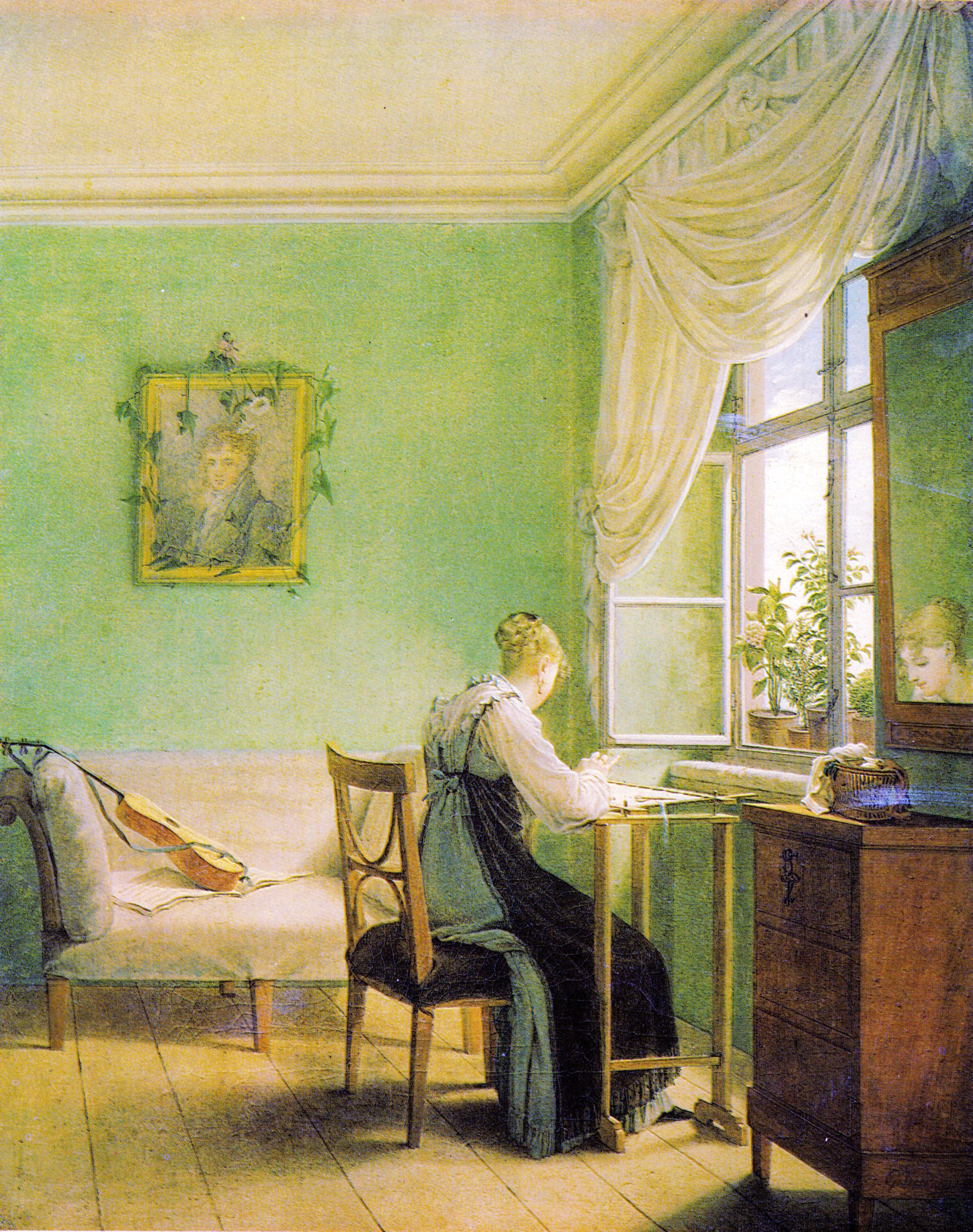
Georg Friedrich Kersting: La bordadora (1812).
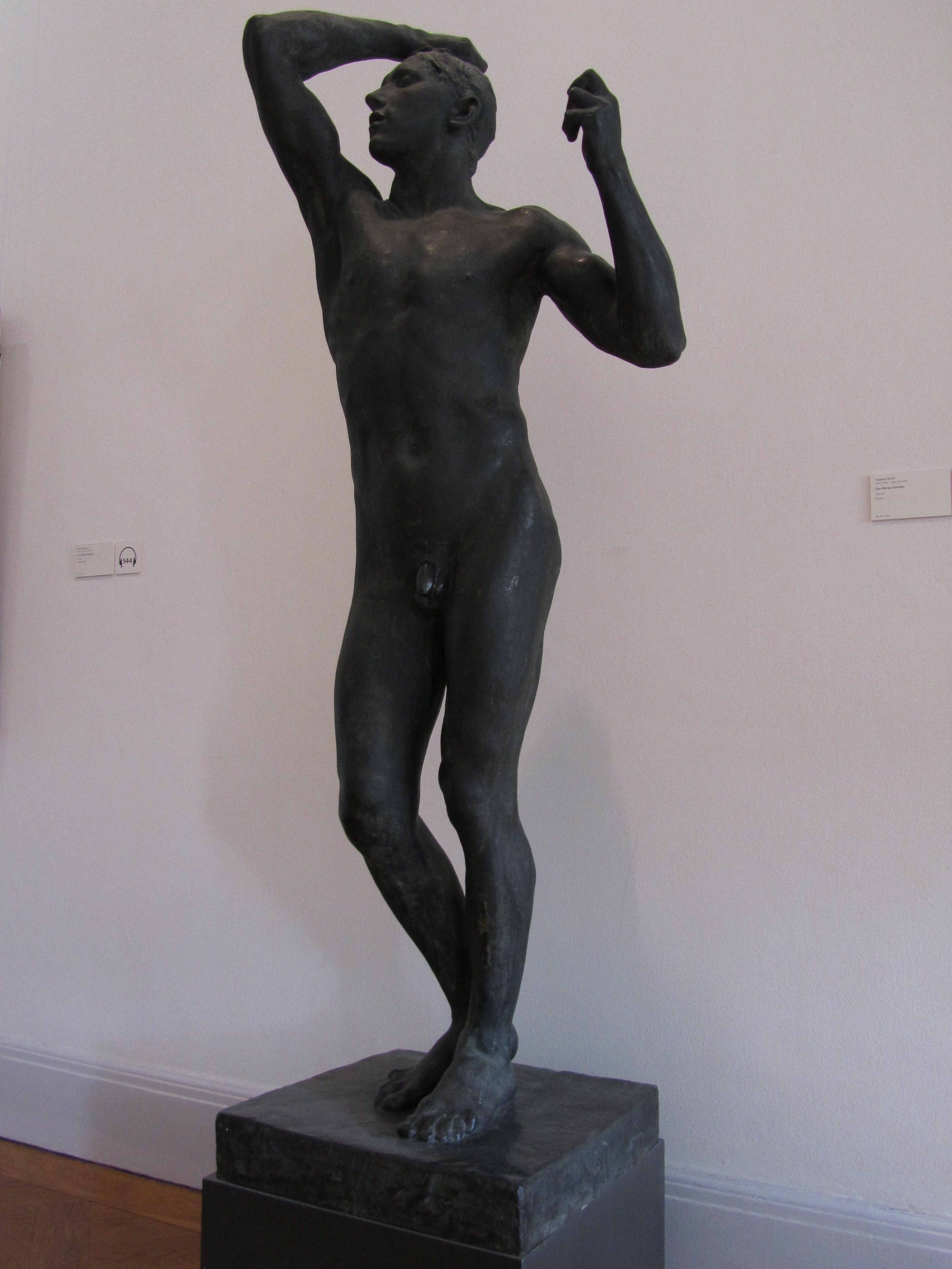
Auguste Rodin: La edad de bronce (1875/76).
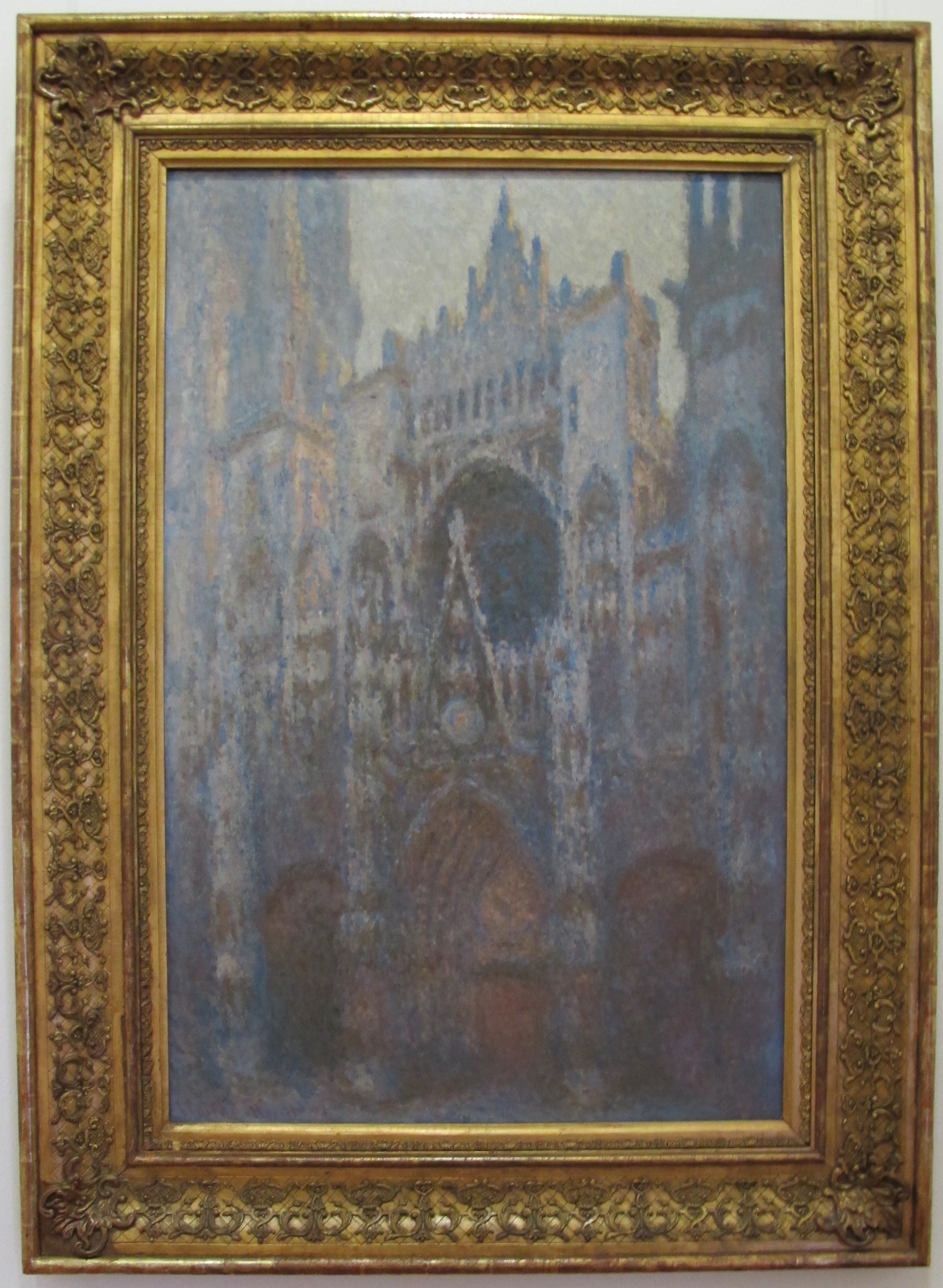
Claude Monet: La Catedral de Rouen (1894).

Desde 2008 pertenece al Klassik Stiftung Weimar (Fundación Weimar Clásico), a excepción de la parte de la Bastilla.